# سفر جنسی ما به سمت غرب
‎به مقصد غرب: سفر جنسی ما (به انگلیسی: Due West: Our Sex Journey) فیلمی در ژانر درام، کمدی، رومانتیک و شهوانی به کارگردانی و فیلم‌نامه‌نویسی مارک وو، بر اساس رمانی به‌نام چوب دونگوان (به انگلیسی: Dongguan Wood)، نوشته شیانگ شی موراکامی هاروکی، محصول سال ۲۰۱۲ کشور هنگ کنگ می‌باشد.
از بازیگرانی که در این فیلم به ایفای نقش پرداخته‌اند می‌توان از جاستین چیانگ، گرگوری وانگ،آلیزا مو کی ون، آنجلینا ژانگ، سلیا کِی دانیلا وانگ و مارک وو نام برد.
نام اصلی فیلم جاده یی به سمت غرب می‌رود (به چینی: 一路向西) می‌باشد. هاروکی برای اولین‌بار چوب دونگوان را به‌عنوان مجموعه‌ای از داستان‌های آنلاین منتشر کرد.
این فیلم نخستین بار به‌صورت همزمان در ۲۰ سپتامبر ۲۰۱۲ توسط شرکت سرگرمی‌های دیجیتال ۳بعدی چین در هنگ کنگ، استرالیا و نیوزلند به نمایش درآمد؛ و با موفقیت در گیشه، در مجموع فروش جهانی به رقم ۱٬۵۱۴٬۴۷۲ دلار دست پیدا کرد.

## داستان
«فِرانکی» نوجوان ۱۶ ساله‌ای است که در یک خانواده سختگیر و منضبط بزرگ شده‌است. پدر او افسر ارشد محیط‌بان و مادرش ناظم و معاون مدیر مدرسه است. فرانکی به خاطر عشق به «زویی» همکلاسی‌اش در دبیرستان، قید ادامه تحصیل در انگلستان را می‌زند. دوست صمیمی و خاص او «وانگ جینگ» به او فیلم پورنی می‌دهد، تا او نیز بتواند با ورود به دنیای بلوغ، آن را کشف کند؛ اما همه چیز با ورود نابه‌هنگام پدر و از سویی مادرش که به همراه دوستانش برای بازی وارد خانه شده بودند، بهم می‌ریزد و آبروی فرانکی که خودارضایی کرده، می‌رود.
وانگ این‌بار با دادن یک کاندوم به او، پیشنهاد سکس با زویی را می‌دهد؛ و برنامه یه کمپ خارج شهر را به همراه دختران همکلاسی، «ژان» و زویی را هماهنگ می‌کند. آنها چادری برپا می‌کنند. وانگ و ژان آن‌دو را تنها می‌گذراند. فرانکی و زویی با هم‌پیاله شدن، مست می‌کنند. فرانکی که در نوشیدن افراط کرده‌است؛ با تعریف از زیبایی زویی، از او درخواست دوستی می‌کند. در ادامه فرانکی و زویی شروع به عشق‌بازی می‌کنند. اما فرانکی بعد از ارضاء متوجه می‌شود، در حال مستی به اشتباه با ژان سکس کرده و این‌گونه باکرگی خود را از دست داده‌است. آبروی فرانکی جلوی عشقش زویی می‌رود. فرانکی که دیگر تحمل روبه‌رو شدن با زویی را ندارد؛ از پدرش می‌خواهد که او را به انگلستان بفرستد. درآنجا او با دختری به نام «مارگارت» دوست می‌شود. فرانکی به طرز احمقانه‌ای در آغاز اولین رابطه با مارگارت، باعث شکسته شدن مچ دست او می‌شود. فرانکی تا پایان تحصیل مجرد باقی می‌ماند.
فرانکی بعد از فارغ‌التحصیلی برای بازاریابی و فروش در یک شرکت هنگ کنگی شروع به کار می‌کند. در شرکت، «سوزان» دختر مدیرعامل و ارشد اواست؛ که همکارش «جِمیز» برای ارتقاء شغلی و درآمدش، سعی در اغوای او دارد. فرانکی عاشق دختری به نام «زِتا» شده با او همبستر می‌شود؛ ولی درنهایت دوستی آنها بخاطر وسواس جنسی زِتا به سرانجام نمی‌رسد.
فرانکی همراه وانگ بدون هیچ دستاوردی، بارها به دیسکو و کلوپ رقصنده‌های استریپ می‌روند؛ تا در نهایت طبق قانون پنج ثانیه (اگر دو غریبه بیش از ۵ ثانیه به هم نگاه کنند، اتفاق مهمی بین آنها خواهد افتاد) با دختری جذاب و زیبا به نام «ماهی»، که اهل شِنزن است، آشنا می‌شود. ماهی او را به خانه‌اش دعوت می‌کند. ماهی فاش می‌کند، که به تنهایی از پس پرداخت کرایه برنمی‌آید و از فرانکی می‌خواهد در خانه با او شریک شود. در حقیقت فرانکی می‌تواند با پرداخت دو هزار یوان در ماه، عشق و رابطه جنسی با ماهی را به‌دست آورده و با اوهم‌خانه شود. اما شوربختانه در اولین لمس ماهی، فرانکی متوجه پروتز سینه‌های او شده و دنیای اطرافش فروریخته، او را ترک می‌کند. زِتا با فرانکی قراری دوباره می‌گذارد؛ و با دادن هدیهٔ لباس زیر به خودش، از متحول شدنش می‌گوید. اما فرانکی درمی‌یابد که در بَستر و واقعیت، چیزی تغییر نکرده‌است. پدر فرانکی از او می‌خواهد که از گوشی‌اش بر روی لپ‌تاپ پشتیبان تهیه کند؛ فرانکی به‌هنگام کار با لپ‌تاپ، متوجه سفرهای دروغین و خیانت‌های پدر به مادرش می‌شود. او با گرفتن کاندوم از پدر به عنوان هدیه سفر، خانه را ترک می‌کند. از طرفی سوزان در هنگام مستی جیمز، متوجه عشق دروغین او شده، اخراجش می‌کند.
سفر فرانکی ۲۵ ساله به غرب، برای کاوش در دنیای واقعی سکس و لذت بردن از آن شروع می‌شود. او همراه جیمز و وانگ به هتل-کاباره واشینگتن در ماکائو می‌روند؛ و شروع به انتخاب پارتنرهای جنسی می‌کنند. فرانکی این‌بار در انتخابی درست و سختگیرانه، در نهایت دختری مهربان و خوش‌اندام به نام «سِلیا» را انتخاب کرده و از او ماساژ و رابطهٔ متعدد جنسی و عاشقانه می‌گیرد. سِلیا که فرانکی را انسانی خاص و مودَب می‌بیند؛ داستان زندگی‌اش را برای او تعریف کرده و از بی‌وفایی عشقش برای اوتعریف می‌کند. سرانجام دوستان دور هم جمع شده، تجربیات خود را با هم به اشتراک می‌گذراند.
در نهایت فرانکی موفق می‌شود در دریای متلاطم شهوت، کشتی زندگی‌اش را به سمت ساحلی امن هدایت کند. او که اکنون به آرامش رسیده‌است؛ شروع به پیشرفت در جنبه‌های دیگر زندگی و ساختن آینده‌ای روشن برای خود و جامعه‌اش می‌نماید.